# Big Redemption
 (juillet 2017).
Si vous disposez d'ouvrages ou d'articles de référence ou si vous connaissez des sites web de qualité traitant du thème abordé ici, merci de compléter l'article en donnant les références utiles à sa vérifiabilité et en les liant à la section « Notes et références ».
Albums de Big Red
Redsistance
(2001)
Singles
1. Deenastyle / Je prends le mic
Sortie : 1999
2. Red-emption
Sortie : 1999

Big Redemption est le premier album solo, paru le 11 juin 1999, de Big Red, un des deux membres de Raggasonic, évoluant dans le domaine du ragga, du hip-hop et du reggae français. L'album fut produit par le défunt Rudlion. 

## Liste des titres
| 1.    | Red-Emption                                     | 4:46 |
| 2.    | Spliff                                          | 6:46 |
| 3.    | Deenastyle                                      | 5:20 |
| 4.    | Freeze                                          | 3:49 |
| 5.    | *******                                         | 0:14 |
| 6.    | Bimbo                                           | 3:42 |
| 7.    | Je prends le mic                                | 3:44 |
| 8.    | Respect or Die                                  | 3:50 |
| 9.    | El día de los muertes (feat. Rocca)             | 5:24 |
| 10.   | Vietman                                         | 3:33 |
| 11.   | Y croire (feat. Miss Slade)                     | 3:49 |
| 12.   | Aux armes etc ... (musique de Serge Gainsbourg) | 4:02 |
| 13.   | Mémoire                                         | 3:53 |
| 14.   | Riz-la                                          | 5:48 |
| 15.   | Cynique                                         | 3:28 |
| 16.   | Délinquance juvénile                            | 4:07 |
| 17.   | Sur la parole (feat. Ärsenik)                   | 4:48 |
| 18.   | *******                                         | 0:27 |
| 19.   | Respect or Die II                               | 4:38 |
| 76:07 |                                                 |      |

| Titre supplémentaire - Édition 3 × vinyles LP (Source, 1999) | Titre supplémentaire - Édition 3 × vinyles LP (Source, 1999) | Titre supplémentaire - Édition 3 × vinyles LP (Source, 1999) | Titre supplémentaire - Édition 3 × vinyles LP (Source, 1999) | Titre supplémentaire - Édition 3 × vinyles LP (Source, 1999) | Titre supplémentaire - Édition 3 × vinyles LP (Source, 1999) | Titre supplémentaire - Édition 3 × vinyles LP (Source, 1999) | Titre supplémentaire - Édition 3 × vinyles LP (Source, 1999) | Titre supplémentaire - Édition 3 × vinyles LP (Source, 1999) | Titre supplémentaire - Édition 3 × vinyles LP (Source, 1999) |
| No                                                           | Titre                                                        | Durée                                                        |                                                              |                                                              |                                                              |                                                              |                                                              |                                                              |                                                              |
| ------------------------------------------------------------ | ------------------------------------------------------------ | ------------------------------------------------------------ | ------------------------------------------------------------ | ------------------------------------------------------------ | ------------------------------------------------------------ | ------------------------------------------------------------ | ------------------------------------------------------------ | ------------------------------------------------------------ | ------------------------------------------------------------ |
| E3.                                                          | Housecall                                                    | 3:48                                                         |                                                              |                                                              |                                                              |                                                              |                                                              |                                                              |                                                              |
| 80:00                                                        |                                                              |                                                              |                                                              |                                                              |                                                              |                                                              |                                                              |                                                              |                                                              |